# USS Oklahoma (BB-37)
El USS Oklahoma (BB-37), único buque de la Armada de los Estados Unidos en llevar el nombre del 46.º estado, fue el primer acorazado de la Primera Guerra Mundial y el segundo de los buques de la clase Nevada.
Encargado en 1916, el Oklahoma sirvió en la Primera Guerra Mundial como miembro de BatDiv 6, protegiendo los convoyes aliados en su ruta a través del Atlántico. Después de pasar cierto tiempo en el Pacífico sirviendo como escolta, el Oklahoma fue modernizado entre 1927 y 1929. Durante la guerra civil española se empleó en el rescate de ciudadanos norteamericanos y refugiados españoles en 1936. En agosto de ese mismo año regresó a la costa oeste, pasando el resto de su vida operativa en el Pacífico. Fue hundido por torpedos y bombas japonesas el 7 de diciembre de 1941, en el ataque a la base naval de Pearl Harbor, llevándose consigo a 429 personas de su tripulación.
Fue reflotado en 1943, pero, a diferencia de la mayoría de los otros acorazados dañados en el ataque a Pearl Harbor, nunca fue reparado. El USS Oklahoma fue despojado de armas y superestructura, y vendido como chatarra. Se hundió mientras era remolcado al continente en 1947 para su desguace.

## Construcción

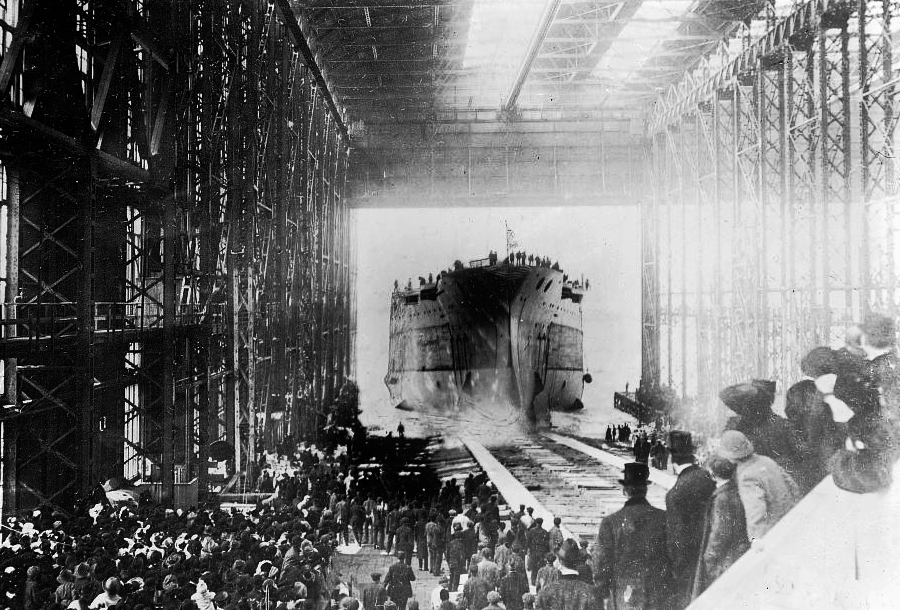
Botadura del Oklahoma el 23 de marzo de 1914 en la New York Shipbuilding Corporation.

El Oklahoma fue el último buque de la Armada de los Estados Unidos en el que fue instalada maquinaria con triple extensión vertical en vez de turbinas de vapor, lo que le creó un problema de vibraciones a lo largo de toda su vida útil.
La quilla fue puesta en grada el 26 de octubre de 1911 por la New York Shipbuilding Corporation, de Nueva Jersey. Fue botado el 23 de marzo de 1914, siendo la madrina de su botadura Lorena J. Cruce, hija del gobernador de Oklahoma Lee Cruce. Fue asignado en Filadelfia, Pensilvania, el 2 de mayo de 1916 con el capitán Roger Welles al mando.

## Servicio

### Escolta presidencial
El Oklahoma se unió a la Flota del Atlántico y fue destinado en Norfolk, Virginia. Se capacitó en la costa este hasta el 13 de agosto de 1918, cuando se incorporó junto a su buque hermano, el Nevada, a la tarea de proteger a los convoyes aliados en aguas europeas. En diciembre fue uno de los barcos que escoltaron al presidente Woodrow Wilson a Francia, a partir del 14 de diciembre para la ciudad de Nueva York y los ejercicios de invierno de la flota en aguas cubanas. Regresó a Brest el 15 de junio de 1919 para escoltar al presidente Wilson en el George Washington en su segunda visita a Francia, regresando a Nueva York el 8 de julio.

### Revisado y reasignado
Formó parte de la Flota del Atlántico durante los siguientes dos años; el Oklahoma fue revisado y su equipo formado. La batería secundaria se redujo a veinte armas del calibre doce 5 "/ 51 en 1918. A principios de 1921 viajó a la costa oeste de América del Sur para realizar maniobras combinadas con la Flota del Pacífico, y regresó más tarde, ese mismo año, para el Peruvial Centennial. Luego se unió a la Flota del Pacífico por un período de seis años, y destacó como crucero de la flota de batalla de Australia y Nueva Zelanda en 1925. Uniéndose a la flota escolta a principios de 1927, el Oklahoma realizó maniobras intensivas durante el Crucero de verano de Guardamarinas, viajando a la costa este para embarcar a los guardamarinas, llevándolos a través del Canal de Panamá a San Francisco, y volviendo por el camino de Cuba y Haití.

### Rescatando estadounidenses y refugiados españoles

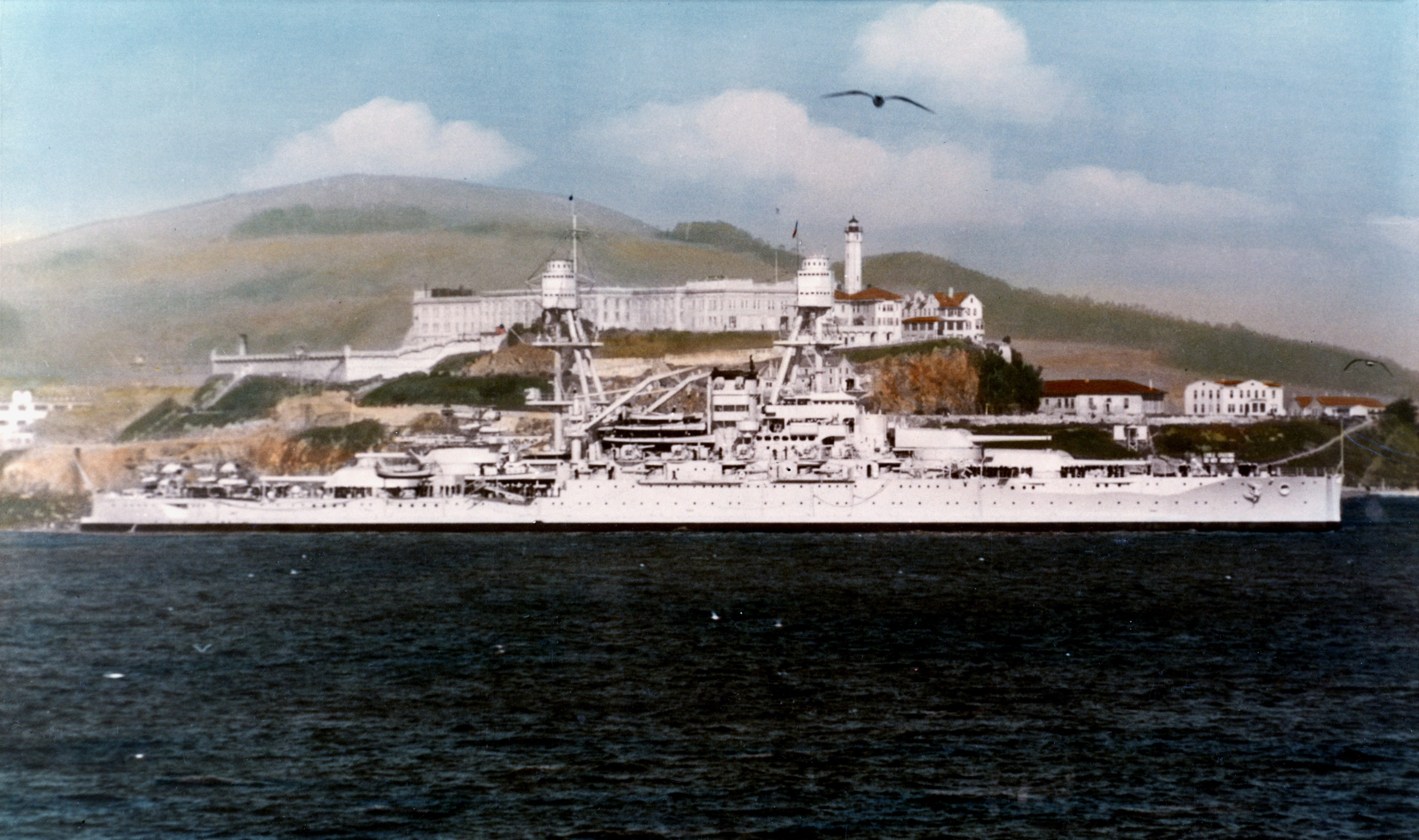
El USS Oklahoma navegando junto a la isla de Alcatraz en la década de 1930.

Después de haber sido modernizado con la incorporación de ocho armas del calibre 5 "/ 25, en Filadelfia entre septiembre de 1927 y julio de 1929, el Oklahoma se reincorporó a la flota escolta para realizar maniobras en el Caribe. Luego regresó a la costa oeste en junio de 1930 para las operaciones de la flota de primavera de 1936. Ese verano, llevó guardiamarinas europeos de formación en un crucero visitando los puertos del norte. El crucero se vio interrumpido con el estallido de la guerra civil española, y el Oklahoma puso rumbo a Santander, llegando el 24 de julio de 1936 para rescatar a ciudadanos norteamericanos y a otros refugiados que llevó a Gibraltar y a puertos franceses. Regresó a Norfolk el 11 de septiembre, y posteriormente a la Costa Oeste el 24 de octubre.
Las operaciones de la Flota del Pacífico del Oklahoma durante los próximos cuatro años incluyeron operaciones conjuntas con el Ejército y la formación de reservistas.

### Destinado a Pearl Harbor

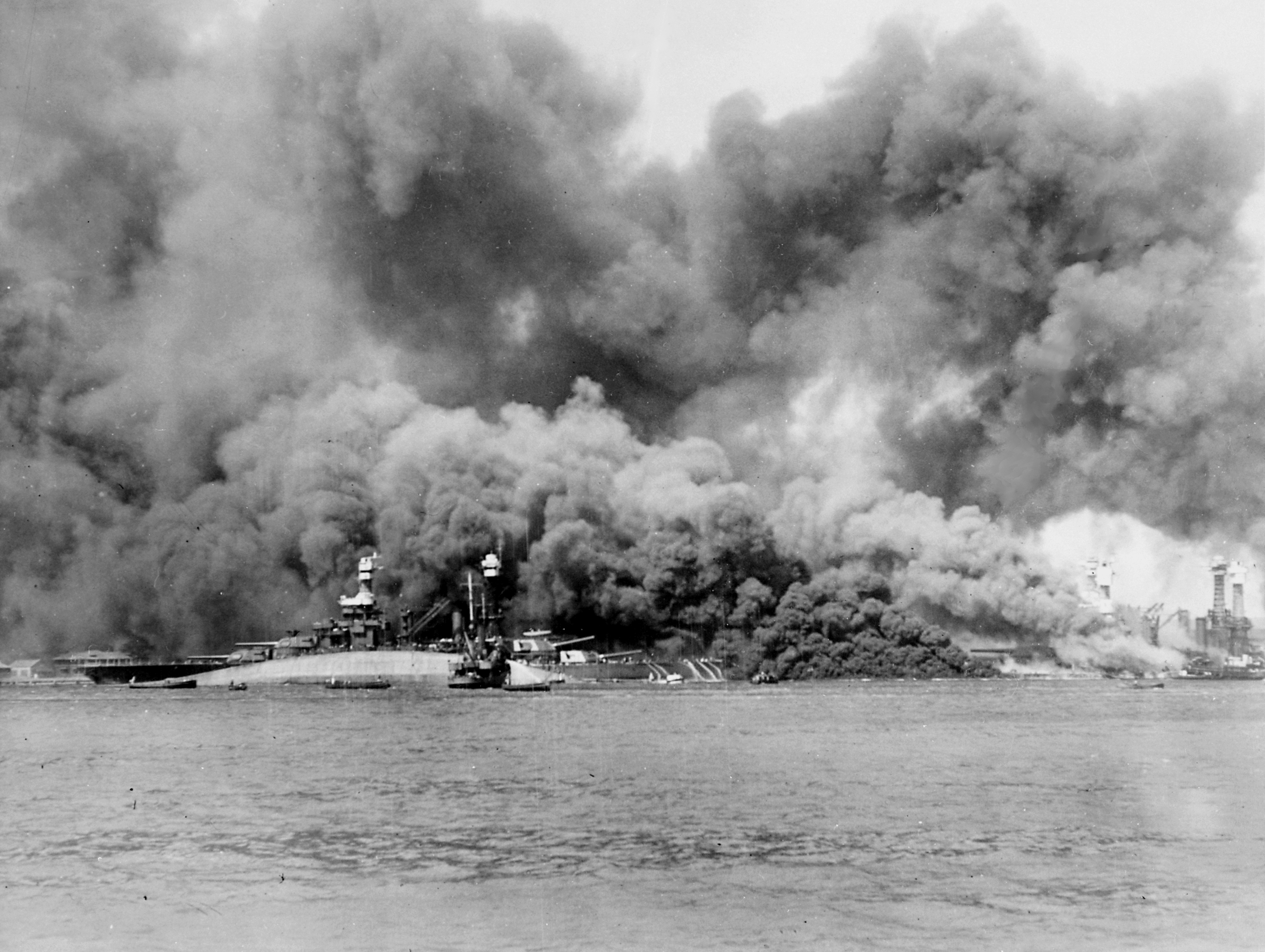
El Oklahoma volcado y en llamas durante el ataque a Pearl Harbor el 7 de diciembre de 1941.

El USS Oklahoma fue destinado a la base naval de Pearl Harbor el 6 de diciembre de 1940 para patrullas y ejercicios. Estaba atracado en formación de fila de batalla el 7 de diciembre de 1941, cuando atacaron los japoneses. Fuera de borda junto al USS Maryland, el Oklahoma recibió tres torpedos casi inmediatamente después de que las primeras bombas japonesas cayeran. Cuando empezó a zozobrar, dos torpedos más le impactaron. Sus hombres fueron ametrallados mientras abandonaban el buque. Unos 12 minutos después del comienzo del ataque, fue girando hasta que se detuvo al tocar sus mástiles el fondo.
Muchos de sus tripulantes, sin embargo, se mantuvieron en la lucha, a bordo del USS Maryland para ayudar a sus baterías antiaéreas. 429 oficiales y marineros fallecieron o desaparecieron. Uno de los que murieron, el padre Aloysius Schmitt, fue el primer capellán estadounidense que murió en la Segunda Guerra Mundial. Otros treinta y dos marineros resultaron heridos, y muchos estuvieron atrapados en el casco volcado, que se salvaron por heroicos esfuerzos de los equipos de rescate. Ese esfuerzo fue el de Julio De Castro, un trabajador del astillero civil que organizó el equipo que salvó a 32 marineros del Oklahoma. Algunos de los que murieron más tarde dieron su nombre a nuevos buques, tales como John Ensign England, con el que se nombraron el USS England (DE-635) y el USS England (DLG-22).

### Reflotado

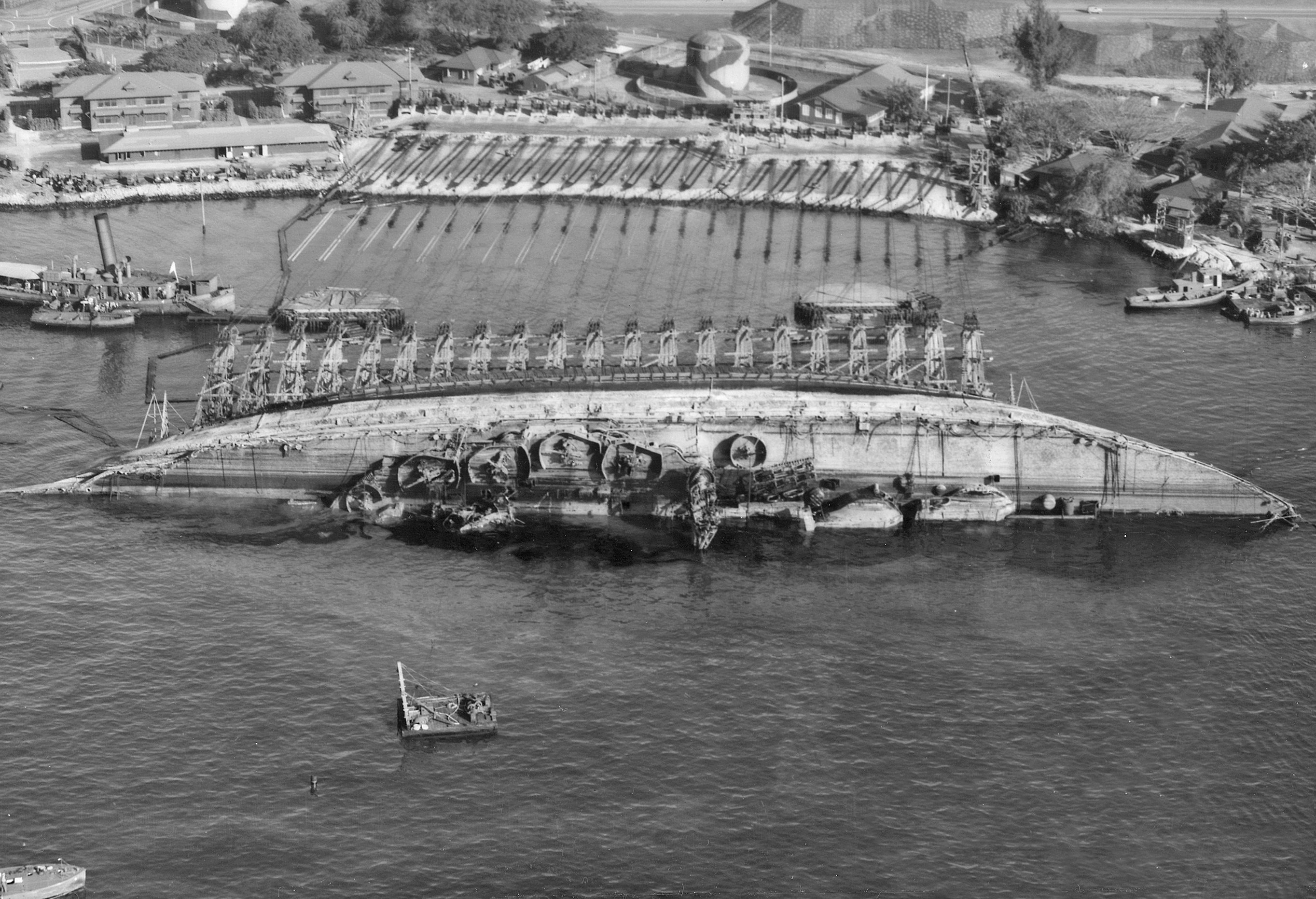
Operaciones de salvamento del buque el 19 de marzo de 1943.

La difícil tarea de rescate se inició el 15 de julio de 1942 por el Astillero Naval de Pearl Harbor con hombres bajo el mando del capitán FH Whitaker, USN. Los preparativos para arreglar el casco tardaron más de 7 meses. La tarea necesitó tres meses, entre el 8 de marzo de 1943 y 16 de junio, hasta ser remolcado a dique seco, el 28 de diciembre. Por fin el 1 de septiembre de 1944, el Oklahoma fue despojado de las armas y la superestructura, y vendido el 5 de diciembre de 1946 a la Moore Drydock Company de Oakland, California. El 17 de mayo de 1947, el Oklahoma se hundió en una tormenta a 540 millas de Pearl Harbor, mientras era remolcado a San Francisco para su desguace.